# Ladenbergia amazonensis
Ladenbergia amazonensis är en måreväxtart som beskrevs av Adolpho Ducke. Ladenbergia amazonensis ingår i släktet Ladenbergia och familjen måreväxter. Inga underarter finns listade i Catalogue of Life.